# 優香 やさしい時間
『優香 やさしい時間』（ゆうか やさしいじかん）は、2011年10月4日から12月30日までTBSラジオで毎週火曜 - 金曜の17:50 - 17:55に放送していたミニ番組である。

## 概要
パーソナリティは優香。筆まめ（販売元はクレオ）の一社提供。TBS公式サイトによる番組名は『筆まめ prestnts 優香 やさしい時間』となっている。
「やさしい」がキーワードとなっており、リスナーからは「やさしい気持ちになったエピソード」を募集していた。応募者より抽選で毎月3名に、はがき作成ソフトウェアの筆まめがプレゼントされることになっていた。